# Industrial (альбом)
Industrial — дебютный альбом британской индастриал-метал-группы Pitchshifter, выпущенный в 1991 году на лейбле Deaf Records (сублейбл Peaceville Records).
Следом за выпуском альбома был издан сингл «Death Industrial» с двумя новыми треками, впоследствии вошедшими на альбом Submit. По словам Марка Клэйдена, Pitchshifter записала альбом «за пятьсот фунтов за одну неделю в грязной студии в Лидсе».
В качестве обложки альбома выступил кадр из фильма «Синий бархат» со сценой смерти Фрэнка Бута — персонажа Денниса Хоппера.
Кавер-версия песни «Landfill» вошла в делюкс-издание альбома The Industrialist американской индастриал-метал-группы Fear Factory.

## Список композиций
| №  | Название          | Автор(ы)     | Длительность |
| -- | ----------------- | ------------ | ------------ |
| 1. | «Landfill»        | Марк Клэйден | 3:50         |
| 2. | «Brutal Cancroid» | Марк Клэйден | 5:09         |
| 3. | «Gravid Rage»     | Марк Клэйден | 3:15         |
| 4. | «New Flesh»       | Марк Клэйден | 4:34         |
| 5. | «Catharsis»       | Вал          | 5:39         |
| 6. | «Skin Grip»       | Марк Клэйден | 5:19         |
| 7. | «Inflammator»     | Марк Клэйден | 4:10         |
| 8. | «Eye»             | Марк Клэйден | 6:44         |

| №  | Название             | Автор(ы)     | Длительность |
| -- | -------------------- | ------------ | ------------ |
| 9. | «Gravid Rage» (Live) | Марк Клэйден | 3:28         |

## Участники записи
- Марк Клэйден — бас-гитара, вокал
- Джон Картер — гитара, программирование
- Стюарт Тулин — гитара
- Джон Клэйден — бэк-вокал